# Губино (Вологодский район)
Губино — деревня в Вологодском районе Вологодской области.
Входит в состав Кубенского сельского поселения, с точки зрения административно-территориального деления — в Кубенский сельсовет.
Расстояние по автодороге до районного центра Вологды — 33,5 км, до центра муниципального образования Кубенского — 3,5 км. Ближайшие населённые пункты — Харитоново, Клокуново, Ширяево, Олехово.
По данным переписи в 2002 году постоянного населения не было.